# Daisuke Takahashi (futbolista)
Daisuke Takahashi (高橋 大輔 Takahashi Daisuke?, nacido el 18 de septiembre de 1983 en Yame, Fukuoka) es un exfutbolista y entrenador japonés. Jugaba de centrocampista, su último club fue el Cerezo Osaka, el mismo en el cual se encuentra trabajando como entrenador asistente.

## Trayectoria

### Clubes
| Club         | País  | Año         |
| ------------ | ----- | ----------- |
| Oita Trinita | Japón | 2006 - 2009 |
| Cerezo Osaka | Japón | 2010 - 2012 |

## Estadística de carrera

### J. League
| Club         | Año   | J. League | J. League | Copa J. League | Copa J. League | Total | Total |
| Club         | Año   | Part.     | Goles     | Part.          | Goles          | Part. | Goles |
| ------------ | ----- | --------- | --------- | -------------- | -------------- | ----- | ----- |
| Oita Trinita | 2006  | 23        | 5         | 4              | 0              | 27    | 5     |
| Oita Trinita | 2007  | 29        | 10        | 5              | 2              | 34    | 12    |
| Oita Trinita | 2008  | 21        | 1         | 5              | 0              | 26    | 1     |
| Oita Trinita | 2009  | 32        | 5         | 3              | 0              | 35    | 5     |
| Cerezo Osaka | 2010  | 29        | 3         | 5              | 0              | 34    | 3     |
| Cerezo Osaka | 2011  | 17        | 0         | 0              | 0              | 17    | 0     |
| Cerezo Osaka | 2012  | 13        | 0         | 3              | 0              | 16    | 0     |
| Total        | Total | 164       | 24        | 25             | 2              | 189   | 26    |

## Palmarés

### Títulos nacionales
| Título         | Club         | País  | Año  |
| -------------- | ------------ | ----- | ---- |
| Copa J. League | Oita Trinita | Japón | 2008 |